# جويل ووترمان
جويل ووترمان هو لاعب كرة قدم كندي في مركز الدفاع، ولد في 24 يناير 1996 في Langley, British Columbia (district municipality) ‏ في كندا. لعب مع إمباكت مونتريال ونادي كافالري.

## وصلات خارجية
- جويل ووترمان على موقع الدوري الأمريكي (الإنجليزية)
- جويل ووترمان على موقع قاعدة بيانات كرة القدم.إي يو (الإنجليزية)
- جويل ووترمان على موقع ناشيونال فوتبول تيمز (الإنجليزية)
- جويل ووترمان على موقع Soccerway.com (الإنجليزية)
- جويل ووترمان على موقع عالم كرة القدم.نت (الإنجليزية)